# Pascal Quéneau
Pascal Quéneau Dessainces, dit Pascal Quéneau est un comédien, danseur et performeur français né le 23 octobre 1957 à Nantes[réf. nécessaire].
Tout d'abord interprète, il développe un travail pédagogique durant de nombreuses années. En parallèle, il accompagne des projets artistiques comme collaborateur à la conception, à l’écriture, au son et au travail d’interprétation.

## Biographie

### Débuts et formation
Pascal Quéneau suit une formation d’art dramatique auprès de Blanche Salant au Centre américain à Paris.
Il travaille au théâtre dès 1986, il apparaitra également au cinéma et à la télévision. 

### Carrière
Son intérêt pour la danse se précise au fil du temps en participant à des ateliers avec Philippe Adrien, Georges Appaix et Mark Tompkins. 
Dès lors, il travaille en tant que danseur ou collaborateur artistique avec de nombreux chorégraphes dont Boris Charmatz, Emmanuelle Huynh, Olivia Grandville, Michel Schweizer, Maguy Marin, François Chaignaud, Julyen Hamilton, Nathalie Collantès, Vera Mantero, Christian Rizzo, Cécile Proust, Lisa Nelson, ou encore Simone Forti...
Sa rencontre avec le Quatuor Albrecht Knust (Dominique Brun, Anne Collod, Simon Hecquet, Christophe Wavelet) l'emmène à participer à la re-création des œuvres C.P.A.D. d’Yvonne Rainer et Satysfying Lovers de Steve Paxton.
En 2009, il danse dans le film Coco Chanel et Igor Stravinsky de Jan Kounen, dirigé par Dominique Brun.
Bruno Couderc l'invite à créer un court solo chorégraphique mêlant le mouvement à la parole. Assisté par Gaëlle Bourges, il l'intitule Fatigueness, y témoignant de la fatigue de l’existence. Couderc analyse la création et réalise des interviews de Pascal Quéneau dans son ouvrage L'improvisation en danse : une présence à l'instant.
Il donne de nombreux ateliers de danse autour de l'improvisation dans des écoles d'art, centres chorégraphiques, mais aussi au CND, au Centre Pompidou ou à La Ménagerie de Verre... En 2006, il accompagne la promotion Essai du CNDC d’Angers en coordination et tutorat artistique.
Après une précédente collaboration dans Primitifs, il participe au spectacle Cheptel de Michel Schweizer se retrouvant face à un groupe de huit adolescents, communiquant à travers la danse, la parole et le chant.
Avec Anne Lenglet, il organise un travail de recherche autour du Tuning Score de Lisa Nelson avec des étudiants de Paris 7 et Paris 8. Ce travail donne lieu à un séminaire en présence de Lisa Nelson, en décembre 2019 au CND.

### Engagement
Il a fait partie des "Signataires du 20 août", collectif de danseurs formé en 1997. 
Il est signataire d'une tribune dans Libération intitulée « Centre national de danse contemporaine d’Angers : pour une école du XXIe siècle ». 

## Spectacles

### Théâtre[21]
- 1986 : Don Quichotte de Jules Massenet - mise en scène Piero Faggioni, Opéra Garnier
- 1987 : Fleur de cactus - mise en scène Jacques Rosny, Comédie des Champs-Élysées
- 1987 : Rhinocéros de Eugène Ionesco - mise en scène Barry Goldman, Allemagne
- 1989 : Le Miracle secret de Martin Matalon - mise en scène Christian Gangneron, Festival d’Avignon
- 1990 : Nœuds - écriture et mise en scène Susana Lastreto
- 1990 : Quelques heures de l’Heptaméron de Marguerite de Navarre - mise en scène Christian Fregnet
- 1991 : Gibier de potence de Georges Feydeau - mise en scène Thierry Atlan, Théâtre du Chaudron
- 1991 : Parade sauvage pour Arthur Rimbaud, Grande Halle de la Villette, avec Marie-Armelle Deguy et Vincent Lorimy
- 1992 : Transamaranta - écriture et mise en scène Susana Lastreto
- 1992 : Teatr d'après Mikhaïl Boulgakov - mise en scène Sophie Renault
- 1994 : Le monde entier m’attend - mise en scène Raoul Indart-Rougier
- 1995 : Couples - écriture et mise en scène Susana Lastreto
- 2015 : Primitifs - conception Michel Schweizer, Le Lieu Unique, TnBA et tournée
- 2017 : Cheptel - conception Michel Schweizer, MC93, TnBA et tournée
- 2022 : Une héroïne de la Révolution : La Femme Grenadier de Jeanne Gacon-Dufour - conception Olivier Ritz, Université Paris Cité - Odéon

### Danse
- 1990 : La soubrette et le touriste - conception Santha Leng, Fondation Taylor
- 1993 : Fragile édifice - chorégraphie Jean-Marc Colet, Istres
- 1994 : Chavirage - conception Catherine Massiot, Fondation Cartier
- 1995 : Parti de carton 3 - conception Marion Mortureux-Bae, Rennes
- 1995 : Apologue - conception Cécile Proust, Etoile du Nord

- 1996 : Open House - conception Julyen Hamilton, Autriche[22]
- 1996 : Cheminements 96 - conception Julyen Hamilton, Belgique
- 1996 : Zig Zag - chorégraphie Olivia Grandville, tournée
- 1997 : Projet-Types - conception Christian Rizzo, Théâtre Contemporain de la Danse
- 1997 : Il nous faudra quand même un peu d'argent, j'ai fait des économies - conception Olivia Grandville, Ménagerie de Verre
- 1997 : A year in Berlin - conception Julyen Hamilton, Allemagne
- 1997 : Libro - conception Julyen Hamilton, Italie, tournée[23]
- 1997 : C.P.A.D. d’Yvonne Rainer et Satysfying Lovers de Steve Paxton par le Quatuor Albrecht Knust, Ménagerie de Verre[24]
- 1998 : On the Edge - conception Mark Tompkins, Ménagerie de Verre
- 1998 : Sophie’s move - conception Julyen Hamilton, Autriche
- 1998 : Life with Toby - conception Julyen Hamilton, Grande Bretagne
- 1998 : Pre-sent Passes, impro-vision 2 - conception Julyen Hamilton, Belgique
- 1998 : Instantané provisoire - conception Olivia Grandville, Théâtre des Abbesses
- 1999 : Des gestes de femmes pour l’an 2000 ? de Cécile Proust et Jacques Hoepffner - conception de l'évenement sur les Champs Elysées Patrick Bouchain, 31 décembre 1999
- 1999 : Pool - conception Julyen Hamilton, Espagne
- 1999 : Alors, heureuse ? - conception Cécile Proust, Ménagerie de Verre
- 1999 : Proche du silence - conception Amy Garmon, Galerie des Filles du Calvaire, Paris
- 1999 : Cheminements 99 - conception Simone Forti, Belgique, Allemagne, Pays-Bas
- 1999 : Duos d’improvisations - conception Julyen Hamilton, Espagne
- 2000 : Événement autour de la petite ceinture - conception Cécile Proust, Paris
- 2000 : Le bruit de la danse opus d’improvisations - conception Nathalie Collantès, Batofar
- 2001 : Algo sera - chorégraphie Nathalie Collantès, tournée[25]
- 2002 : avant un mois je serai revenu et nous irons ensemble en matinée, tu sais, voir la comédie où je tʼai promis de te conduire - conception Christian Rizzo[26], Le Quartz
- 2002 : L’empire des choses (défilé), Alexandre Petlioura, Fondation Cartier
- 2002 : De-gré(s) - conception Pascal Quéneau, Ménagerie de Verre
- 2003 : Esperando a - chorégraphie Nathalie Collantès, CCN Rennes
- 2003 : Theatre of Operations / an observatory - conception Lisa Nelson, Centre Pompidou[27]
- 2005 : femmeusesaction #5, féminisme et burlesque - conception Laurence Louppe et Pascal Quéneau, Centre chorégraphique national de Montpellier Languedoc-Roussillon
- 2005 : A country house is not the same thing as a house in the country - conception Chiara Gallerani, Caty Olive, Pascale Paoli et Pascal Quéneau, Hors-série au CCN de Montpellier
- 2005 : Heroes - conception Emmanuelle Huynh, CDCN Angers
- 2006 : Jusqu'à ce que Dieu soit détruit par l'extrême exercice de la beauté - chorégraphie Vera Mantero, Festival d'Automne à Paris, Centre Pompidou, tournée
- 2007 : Le geste risqué explore sûrement les chants de la forêt - conception Vera Mantero, CNDC d’Angers
- 2008 : May B - chorégraphie Maguy Marin[28], tournée
- 2008 : Le curator, l’artiste et le médiateur - chorégraphie Nathalie Collantès, tournée
- 2010 : Flip book - conception Boris Charmatz, Festival d'Avignon et tournée
- 2010 : La Belle Indifférence - chorégraphie Gaëlle Bourges, MC93 et tournée
- 2010 : Une semaine d'art en Avignon - conception Olivia Grandville, Festival d'Avignon et tournée
- 2010 : Le Cabaret discrépant - conception Olivia Grandville, Festival d'Avignon, festival Panorama (Rio) et tournée[29]
- 2011 : Parades and Changes, replay in expansion - conception Anne Collod, Biennale nationale de danse du Val-de-Marne et tournée
- 2012 : Augures - conception Emmanuelle Huynh, Le Quai - Centre dramatique national Pays de la Loire et tournée
- 2012 : Roman photo - conception Boris Charmatz, Le Quartz et tournée
- 2013 : Zorba, solo pour Saint-Nazaire - chorégraphie Emmanuelle Huynh, scène nationale de Saint-Nazaire[30]
- 2014 : Tôzaï ! - chorégraphie Emmanuelle Huynh, Centre Pompidou, tournée
- 2018 : (Prononcer fénanoq) - conception Cécile Proust et Pierre Fourny, Festival d'Avignon et tournée

## Filmographie

### Cinéma
- 1989 : Ce qui me meut de Cédric Klapisch
- 1991: Avanti o popolo de Judith Abitbol
- 1992 : Riens du tout de Cédric Klapisch : le moniteur[31]
- 2000 : Ice Tea de Nicolas Boucher, Le Fresnoy[32]
- 2005 : Fumier (vidéo installation) de Takako Yabuki, Le Fresnoy[33]
- 2005 : Zodiak (vidéo-performance), réalisation et interprétation de Pascal Quéneau, VidéoDanse (Centre Pompidou)[34]
- 2006 : Coco Chanel et Igor Stravinsky de Jan Kounen : danseur
- 2014 : Clandestine de Alain Michard[35]

### Télévision
- 1989 : Condorcet (mini-série télévisée) de Michel Soutter[36]
- 1989 : Navarro de Pierre Grimblat et Tito Topin [37]